# Кубок Норвегии по футболу 2013
Кубок Норвегии по футболу 2013 (норв. NM i fotball for menn 2013) — 108-й розыгрыш Кубка Норвегии по футболу.

## Четвёртый раунд
| Дата      | Хозяева    | Счёт              | Гости   |
| --------- | ---------- | ----------------- | ------- |
| 19.6.2013 | Старт      | 2:1               | Стабек  |
| 19.6.2013 | Лиллестрём | 0:0 (доп.вр. 2:0) | Брюне   |
| 19.6.2013 | Мольде     | 6:0               | Ранхейм |
| 19.6.2013 | Мьёндален  | 3:2               | Хам-Кам |
| 19.6.2013 | Будё-Глимт | 2:1               | Одд     |
| 19.6.2013 | Русенборг  | 2:1               | Тромсё  |
| 19.6.2013 | Хёугесунн  | 4:3               | Алта    |
| 26.6.2013 | Волеренга  | 3:1               | Согндал |

## 1/4 финала
| Дата      | Хозяева   | Счёт              | Гости      |
| --------- | --------- | ----------------- | ---------- |
| 3.7.2013  | Хёугесунн | 1:1 (по пен. 5:3) | Будё-Глимт |
| 3.7.2013  | Мольде    | 2:0               | Мьёндален  |
| 4.7.2013  | Старт     | 0:1               | Лиллестрём |
| 21.8.2013 | Русенборг | 2:1               | Волеренга  |

## 1/2 финала
| Дата      | Хозяева    | Счёт              | Гости     |
| --------- | ---------- | ----------------- | --------- |
| 25.9.2013 | Русенборг  | 2:1               | Хёугесунн |
| 26.9.2013 | Лиллестрём | 2:2 (по пен. 4:5) | Мольде    |

## Финал
| Дата       | Хозяева | Счёт | Гости     |
| ---------- | ------- | ---- | --------- |
| 24.11.2013 | Мольде  | 4:2  | Русенборг |